# Atheta reticula
Atheta reticula är en skalbaggsart som beskrevs av Thomas Casey 1910. Atheta reticula ingår i släktet Atheta och familjen kortvingar. Inga underarter finns listade i Catalogue of Life.